# Programme assembleur
Pour les articles homonymes, voir Assembleur (homonymie).
 (août 2020).
Si vous disposez d'ouvrages ou d'articles de référence ou si vous connaissez des sites web de qualité traitant du thème abordé ici, merci de compléter l'article en donnant les références utiles à sa vérifiabilité et en les liant à la section « Notes et références ».
Un programme assembleur ou simplement assembleur est un programme d'ordinateur qui traduit un programme écrit en langage assembleur — essentiellement, une représentation mnémonique du langage machine — en code objet.
En plus de traduire les mnémoniques d'instructions en code binaire, les assembleurs sont capables de gérer des noms symboliques pour les emplacements mémoire (pour stocker des données ou référencer des points du programme) et un langage macro pour effectuer des substitutions textuelles, typiquement utilisé pour coder des séquences courtes d'instructions fréquemment utilisées qui seront insérées dans le code plutôt que d'écrire des procédures.
Historiquement, les assembleurs sont le premier type d'outil apparu permettant au programmeur de prendre du recul par rapport au code objet et de se consacrer à la programmation proprement dite. Les programmes assembleurs sont plus simples à écrire que les compilateurs pour les langages de haut-niveau. Ils sont disponibles depuis les années 1950.
Les assembleurs donnent un accès plus direct au microprocesseur que l'on souhaite programmer. Toutefois, les architectures RISC comme le PowerPC, le MIPS, SPARC et HP Precision demandent pour optimiser leurs fonctionnements des réarrangements d'instructions difficilement compatibles avec l'usage lisible de l'assembleur. Le recours à un compilateur devient alors inévitable pour tirer le maximum de l'architecture sous-jacente, en particulier les pipelines dont disposent les processeurs RISC.

## Liste d'assembleurs
- Assembleur 360 pour IBM 360 et 370 (1964)
- A56 (pour Motorola DSP56000 et DSP56001) qui va générer des signaux (sinusoïdal, rectangulaire, triangulaire).
- A86 est un assembleur x86 pour DOS
- FASM (source ouverte, assembleur IA-32)
- GNU Assembler (logiciel libre sous GNU GPL, disponible pour de nombreuses architectures)
- High Level Assembler
- MASM (assembleur x86 de Microsoft)
- NASM (logiciel libre, assembleur x86)
- Riscv-assembler (logiciel libre en python, assembleur RISC-V)
- RosAsm (GNU GPL, EDI pour l'assembleur x86 avec débogueur, interface de création de fenêtres et désassembleur)
- TASM (assembleur x86 de Borland)